# Malcoci
Malcoci es una localidad rumana de la comuna de Nufăru, en el condado de Tulcea.

## Historia
El lugar fue fundado  en la década de 1840 por colonos alemanes llegados de Rusia. Hacia finales del siglo XIX, la localidad, que ya por entonces pertenecía al condado de Tulcea, formaba parte de la comuna homónima de Malcoci, de la cual era capital, y tenía contabilizada una población de 652 habitantes, compuesta en su mayor parte por alemanes, además de  búlgaros, rusos y rumanos.
En la segunda mitad del siglo XX la localidad había pasado a formar parte de la comuna de Nufăru. En el censo de 2021 la localidad tenía una población de 1224 habitantes.